# Omicron1 Eridani
Omicron Eridani (Beid, 38 Eridanus) é uma estrela na direção da constelação de Eridanus. Possui uma ascensão reta de 04h 11m 51.93s e uma declinação de −06° 50′ 16.0″. Sua magnitude aparente é igual a 4.04. Considerando sua distância de 125 anos-luz em relação à Terra, sua magnitude absoluta é igual a 1.11. Pertence à classe espectral F2II-III. É uma estrela variável δ Scuti.